# This cold
This cold – zespół muzyczny założony w październiku 2012 roku w Legnicy, wykonujący muzykę utrzymaną w stylistyce rock gotycki, postpunk. Powstał na bazie trzonu zimnofalowego zespołu Cabaret Grey, którego muzycy nawiązali współpracę z wokalistką Agatą Pawłowicz (ex-Desdemona, Alienoil). This Cold zadebiutował na składance "Tribute to Clostekeller" coverem piosenki "Jihad" oraz na imprezie promującej wydanie trybutu. Muzycy zespołu mają na swoim koncie kilka wydawnictw płytowych oraz udział w kilku składankach prezentujących muzykę niezależną. Mają za sobą m.in. dwukrotny występ na festiwalu Castle Party, Uwolnij Muzykę oraz jako support na polskiej trasie zespołu New Model Army.

## Dyskografia
- A Deeper Grey (EP, 2013)
- Hollow (CD, 2016)
- Hollow Acoustic (EP, 2016)
- Listopad (singiel, 2016)
- Hollow (LP, 2017)